# NN-319
La carretera NN‑319 es una vía departamental secundaria que se ubica en el municipio de Tola, en el departamento de Rivas. Tiene una longitud de 4.42 km y conecta el poblado de Las Salinas con la comunidad costera de Guasacate, uno de los destinos de surf más visitados del Pacífico sur. La vía fue inaugurada en 2024 como parte de los proyectos de infraestructura vial para el desarrollo turístico de la región.

## Trazado y cruces
La siguiente tabla muestra su recorrido, localidades y principales conexiones:
| km   | Localidad   | Departamento | Conexión / Ruta |
| ---- | ----------- | ------------ | --------------- |
| 0.0  | Las Salinas | Rivas        | NN 318          |
| 4.42 | Guasacate   | Rivas        |                 |

## Coordenadas
Un punto cercano al final en Guasacate puede ubicarse en: 11°25′05″N 86°03′18″O / 11.4180, -86.0550